# ラルス・リーデル
ラルス・リーデル (Lars Riedel、1967年6月28日 - )は、ドイツの陸上競技選手。円盤投の選手として1996年アトランタオリンピック男子円盤投で金メダルを獲得した選手である。
リーデルは旧東ドイツのツヴィッカウ出身で、1983年にカール＝マルクス＝シュタット（現ケムニッツ）のスポーツクラブに入ったときから彼の選手としての経歴がはじまった。リーデルは1986年の世界ジュニア選手権、1990年のヨーロッパ選手権に出場しているが、大した成績を残せなかった。ドイツ統一後、彼の練習環境が大きく変わる。それまで指導を受けていたコーチがいなくなり、別のコーチの元で競技を行うこととなった。
この後、リーデルはめきめきと力をつけ、199cm、115kgという恵まれた体躯を生かし、1996年アトランタオリンピックで金メダルを獲得。さらに世界選手権では5度の優勝と1990年代の男子円盤投で圧倒的な力を誇った。

## 自己ベスト
- 円盤投　71.50m　1997年5月3日

## 主な実績
| 年   | 大会                     | 場所                             | 種目   | 結果 | 記録   |
| ---- | ------------------------ | -------------------------------- | ------ | ---- | ------ |
| 1991 | 世界陸上選手権           | 東京(日本)                       | 円盤投 | 1位  | 66.20m |
| 1993 | 世界陸上選手権           | シュトゥットガルト(ドイツ)       | 円盤投 | 1位  | 67.72m |
| 1993 | IAAFグランプリファイナル | ロンドン(イギリス)               | 円盤投 | 1位  | 64.90m |
| 1995 | 世界陸上選手権           | イェーテボリ(スウェーデン)       | 円盤投 | 1位  | 68.76m |
| 1995 | IAAFグランプリファイナル | (モナコ)                         | 円盤投 | 1位  | 67.78m |
| 1996 | オリンピック             | アトランタ(アメリカ合衆国)       | 円盤投 | 1位  | 69.40m |
| 1997 | 世界陸上選手権           | アテネ(ギリシャ)                 | 円盤投 | 1位  | 68.54m |
| 1997 | IAAFグランプリファイナル | 福岡(日本)                       | 円盤投 | 1位  | 67.98m |
| 1998 | ヨーロッパ陸上選手権     | ブダペスト(ハンガリー)           | 円盤投 | 1位  | 67.07m |
| 1998 | IAAFワールドカップ       | ヨハネスブルグ(南アフリカ共和国) | 円盤投 | 2位  | 67.47m |
| 1999 | 世界陸上選手権           | セビリヤ(スペイン)               | 円盤投 | 3位  | 68.09m |
| 1999 | IAAFグランプリファイナル | ミュンヘン(モスクワ)             | 円盤投 | 1位  | 68.61m |
| 2000 | オリンピック             | シドニー(オーストラリア)         | 円盤投 | 2位  | 68.50m |
| 2001 | 世界陸上選手権           | エドモントン(カナダ)             | 円盤投 | 1位  | 69.72m |